# Mel Shapiro
Mel Shapiro (16 de diciembre de 1937 – 23 de diciembre de 2024) fue un director de escena, dramaturgo y escritor estadounidense.

## Biografía

### Inicios
Formado en la Universidad Carnegie-Mellon, Shapiro comenzó su carrera profesional como director en el Pittsburgh Playhouse y luego como director residente en el Arena Stage en Washington D. C. Fue director de coproducción en el Guthrie Theater de Mineápolis y ofició como director invitado en la Hartford Stage Company, el Center Theatre Group de Los Ángeles (donde dirigió el estreno para los Estados Unidos de la obra de Darío Fo Muerte accidental de un anarquista), la Conferencia Nacional de Dramaturgos del Centro de Teatro Eugene O'Neill y el Festival Shakespeare de Stratford en Canadá.
Las producciones off-Broadway de Shapiro incluyen la puesta en escena original de La casa de las hojas azules de John Guare, que ganó el premio del Círculo de Críticos de Drama de Nueva York a la mejor obra estadounidense en 1971, y la obra de Rachel Owen The Karl Marx Play para el American Place Theatre. Sus producciones londinenses incluyen los musicales Two Gentlemen of Verona y Kings and Clowns.

### Broadway
Para Broadway, Shapiro coescribió y dirigió la adaptación musical de 1971 de Two Gentlemen of Verona, la versión de 1978 de Stop the World - I Want to Get Off con Sammy Davis Jr. y la obra de 1979 Bosoms and Neglect. Su trabajo le ha valido una gran cantidad de reconocimientos, entre los que destacan tres premios Drama Desk, dos premios Drama Logue, un premio Joseph Kesselring y un premio Tony, entre otros. Fue el fundador de la compañía de teatro The Onstage con colegas de la actuación como James Santha y Lynn Clark. Además de su trabajo como director y dramaturgo, Shapiro se desempeñó como profesor de artes dramáticas en la Escuela de Teatro, Cine y Televisión de la Universidad de California en Los Ángeles.